# Віті (Вісконсин)
Віті (англ. Withee) — селище (англ. village) в США, в окрузі Кларк штату Вісконсин. Населення — 506 осіб (2020).

## Географія
Віті розташоване за координатами 44°57′3″ пн. ш. 90°35′56″ зх. д. / 44.95083° пн. ш. 90.59889° зх. д. (44.950833, -90.598773). За даними Бюро перепису населення США у 2010 році селище мало площу 2,15 км², уся площа — суходіл.

## Демографія
Згідно з переписом 2010 року, у селищі мешкало 487 осіб у 232 домогосподарствах у складі 131 родини. Густота населення становила 227 осіб/км².  Було 254 помешкання (118/км²).
Расовий склад населення:
| - 99,0 % — білих - 0,2 % — корінних американців - 0,2 % — азіатів |

До двох чи більше рас належало 0,6 %. Частка іспаномовних становила 2,3 % від усіх жителів.
За віковим діапазоном населення розподілялося таким чином: 21,1 % — особи молодші 18 років, 59,4 % — особи у віці 18—64 років, 19,5 % — особи у віці 65 років та старші. Медіана віку мешканця становила 45,5 року. На 100 осіб жіночої статі у селищі припадало 97,2 чоловіків;  на 100 жінок у віці від 18 років та старших — 102,1 чоловіків також старших 18 років.
Середній дохід на одне домашнє господарство  становив 49 079 доларів США (медіана — 47 500), а середній дохід на одну сім'ю — 65 147 доларів (медіана — 56 250). Медіана доходів становила 43 594 долари для чоловіків та 30 417 доларів для жінок. За межею бідності перебувало 11,5 % осіб, у тому числі 3,3 % дітей у віці до 18 років та 11,9 % осіб у віці 65 років та старших.
Цивільне працевлаштоване населення становило 235 осіб. Основні галузі зайнятості: виробництво — 26,0 %, освіта, охорона здоров'я та соціальна допомога — 17,4 %, транспорт — 11,5 %, роздрібна торгівля — 8,9 %.